# Shenyang Aircraft Corporation
La Shenyang Aircraft Corporation ou Shenyang Aerospace Corporation (en chinois simplifié : 沈阳飞机公司 ; pinyin : Shěnyáng fēijī gōngsī) est une entreprise aéronautique chinoise construisant des avions civils et militaires. Fondée en 1953 et située à Shenyang, c'est une filiale de la China Aviation Industry Corporation (AVIC). L'un de ses avions les plus connus est le Shenyang FC-31.

## Histoire
En juillet 2008, SAC signe un contrat avec Bombardier Aéronautique pour la fourniture de fuselage central des avions Bombardier CSeries. Cette vente s'inscrit dans le cadre d'une entente de coopération stratégique entre China Aviation Industry Corporation, maison mère de SAC, et Bombardier signée en juin 2007. La SAC est également chargée de produire le fuselage avant, central et arrière. En 2012, Bombardier réassigne l'assemblage des fuselages à ses usines canadiennes, et commande 40 wingbox censées être produites par la SAC à l'espagnol Aernnova.
En novembre 2014, la China Aviation Industry Corporation signe un accord avec Boeing pour que Shenyang Aircraft assure la production des empennages des Boeing 777 à partir de 2017.
En 2015, la SAC commence la production de nouveaux jets, les J-20 et J-31, alors que des doutes d'espionnage industriel sur les États-Unis subsistent quant à la création de ces modèles.

## Produits

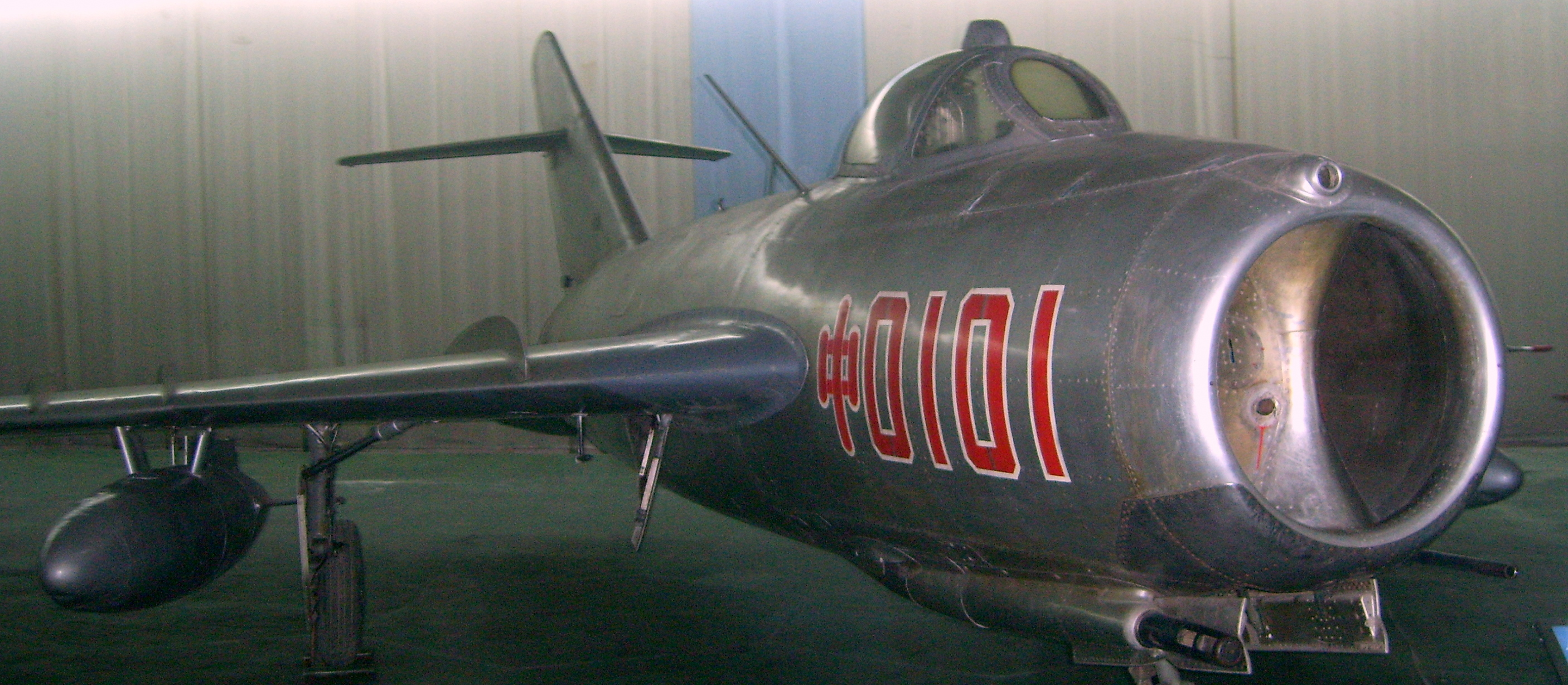
Shenyang J-5 au Musée de l'aviation chinoise à Pékin.

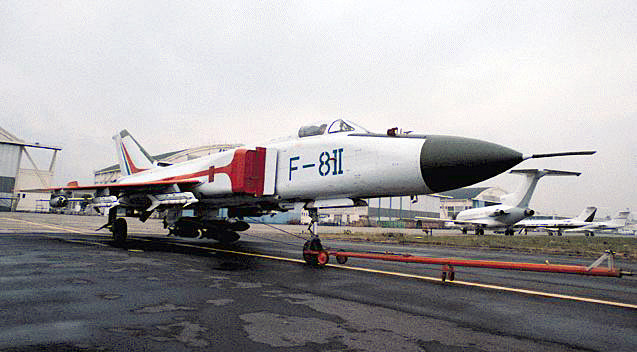
Shenyang J-8.

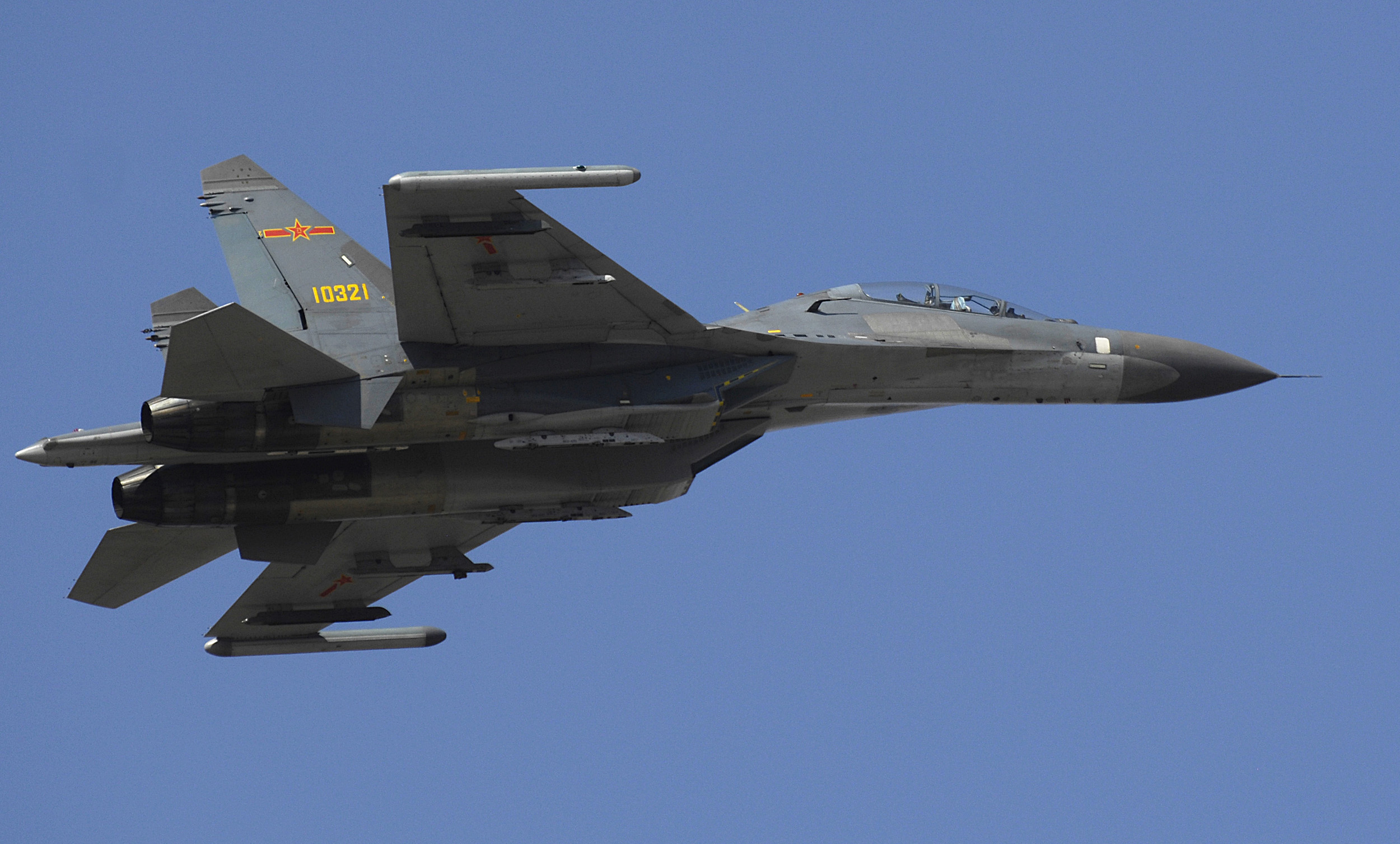
Shenyang J-11.

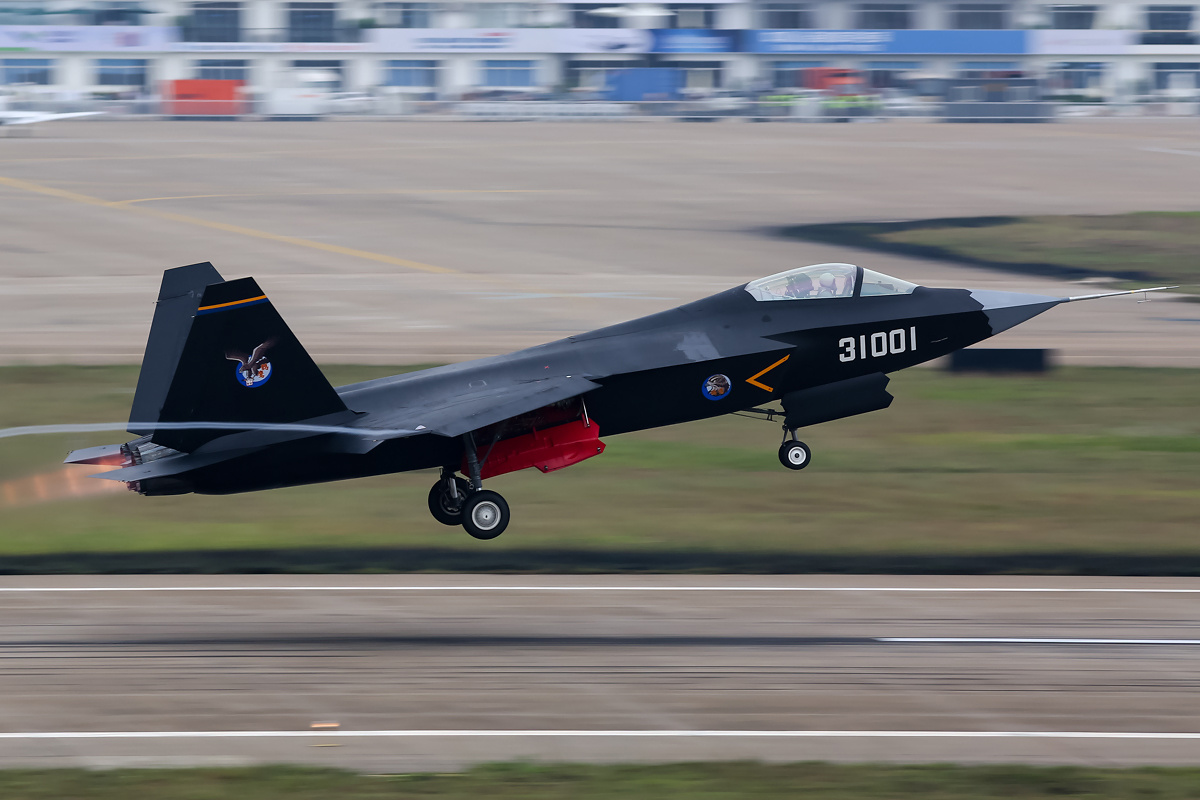
Shenyang J-31.

### Avions de chasse
- Shenyang J-2, variante chinoise du Mikoyan-Gourevitch MIG-15
- Shenyang J-5, variante chinoise du Mikoyan-Gourevitch MiG-17
- Shenyang J-6, variante chinoise du  Mikoyan-Gourevitch MiG-19
- Shenyang J-7, variante chinoise du  Mikoyan-Gourevitch MiG-21 (Production transféré Chengdu dans les années 1970)[réf. souhaitée]
- Shenyang J-8, chasseur de troisième génération de conception locale. Code OTAN : Finback.
- Shenyang J-11, variante chinoise du Soukhoï Su-27
- Shenyang J-13, projet de chasseur de supériorité aérienne annulé
- Shenyang J-15, variante chinoise du Sukhoï Su-33
- Shenyang J-16, variante chinoise du Sukhoï Su-30

En développement
- Shenyang J-31, avion de chasse de cinquième génération biréacteur de taille moyenne[4]

### Avions de ligne
- ACAC ARJ21 Xiangfeng, en collaboration avec les autres constructeurs du AVIC I (en)

### Bombardiers
- Xian H-6, variante chinoise du Tupolev Tu-16. En collaboration avec Xi'an Aircraft Industrial Corporation.
- Nanchang Q-5, avion d'attaque au sol. Conception à Shenyang et production transférée à China Nanchang Aircraft Manufacturing Corporation (en)

### Autres avions
- Shenyang JJ-1, avion d'entrainement
- Shenyang type 5 - version chinoise de l'avion utilitaire Yakovlev Yak-12
- Cessna 162 (partenariat avec Cessna en 2007. La production prit fin en 2014 avec 192 avions vendus.)
- RX1E, un avion biplace électrique conçu au sein de la Shenyang Aerospace University[5]

### Moteurs
- Turbofan WS-10, Taihang
- Turbojet WP-14, Kunlun

### Drones
- Shenyang BA-5 (en)

### Annulés
- Shenyang J-13 (en), projet d'avion de chasse léger en 1971

## Accidents
En novembre 2012, le chef de production des avions de chasse, Luo Yang, meurt d'une crise cardiaque lors des tests d'atterrissage du J-15.
Le 27 avril 2016, un J-15 s'est écrasé à la suite d'un accident électronique au moment où l'avion effectuait un atterrissage arrêté. Le pilote s'est éjecté mais est décédé à la suite d'une mauvaise réception.